# Chetaïbi
Chetaïbi è un comune dell'Algeria, situato nella provincia di Annaba.

## Geografia fisica
Davanti alle sue coste si trova l'Isola di Sainte-Piastre.